# شيلا جارسيا
شيلا غارسيا غوميز Sheila García (من مواليد 15 مارس 1997) هي لاعبة كرة قدم إسبانية محترفة تلعب كظهير أيمن لنادي أتلتيكو مدريد في دوري الدرجة الأولى الإسباني والمنتخب الإسباني للسيدات.
بدأت شيلا لعب كرة القدم للأندية مع دينامو جوادالاخارا، وحصلت على جائزة الكرة الذهبية لعام 2015 كأفضل لاعب من كاستيا لا مانشا في الدوري الإسباني.  انتقلت شيلا إلى فريق Liga F رايو فاليكانو فيمينينو حيث كانت أهم لاعبة في النادي خلال موسم 2018-19.  وغابت شيلا عن المشاركة في نهائيات كأس العالم للسيدات 2023 مع إسبانيا بسبب الإصابة. 